# Barrett Foa
Barrett Foa (nascido a 18 de setembro de 1977) é um ator Americano, conhecido pelo seu papel na série NCIS: Los Angeles do canal CBS, com o papel de Eric Beale. 

## Início da vida
Foa nasceu em Manhattan; aos três anos, ele montou um puzzle em tempo recorde, dando-lhe a entrada para o Dalton Escola. Passou seus últimos anos de escola lá. Durante o ensino médio, em Dalton, Foa passou os quatro verões na Interlochen Arts Acampamento no norte de Michigan, perseguindo o seu interesse em teatro.
Ele continuou seus estudos teatrais na Universidade de Michigan, graduando-se com honras e licencio-se em Belas Artes de desempenho de teatro musical. Foa também passou um semestre no outro lado do mundo, estudando Shakespeare e a atuar no RADA em Londres. Durante o início de cada verão na faculdade, Foa estagiou no Johnson-Liff Casting. Ele também passou um tempo em vários grupos de teatro de verão, incluindo o New London Celeiro Playhouse, Maine Estado de Música, de Teatro, de Música, de Teatro de Wichita e o Pittsburgh Cívica Luz Ópera. [carece de fontes?]

## Carreira
Após a faculdade, Foa conseguiu seu primeiro grande papel, fazendo papel devJesus na off-Broadway, refazendo a peça Godspell. Ele passou a atuar em muitas outras produções, e fez sua estreia na Broadway em 2001 no elenco original de Mamma Mia! Depois de seis meses com o show, Foa saiu para aceitar um trabalho em TheatreWorks em Palo Alto, Califórnia, durante três meses, onde ele criou o papel principal de um musical chamado Kept com música de Henry Kreiger e letras de Bill Russell. [carece de fontes?]
Depois de representar Matt em The Fantasticks em O Muny em St. Louis, Foa foi escolhido para representar Claudio em uma dupla produção de Muito barulho por Nada, em Hartford Palco e no Teatro de Shakespeare Company , em Washington, D.C. Ele fez de Mordred em Camelot no teatro Paper Mill Playhouse em Nova Jersey, e, mais tarde, foi escolhido para o papel de Cupido na produção de Cupido e Psique , em Nova Iorque.
Enquanto continuava a representar Cupido, Foa começou o processo de seleção para Avenue Q da Broadway. Depois de dois meses, cinco audições, e um monte de prática com fantoches, ele se tornou um suplente para o papel de Princeton/Haste em dezembro de 2003. Após um ano de espectáculo, Foa é promovido e passa a ter o papel principal, dia 1 de fevereiro de 2005. Ele manteve esse papel durante um ano e meio. Durante a produçao, na Avenida Q, ofereceram a Foa o papel de Leaf Coneybear no musical da Broadway 25th Annual Putnam County Spelling Bee. Por duas semanas ele ensaiava Spelling Bee durante o dia e representava na Avenida Q à noite. Sua passagem como Lief Coneybear durou de 11 de julho de 2006 até 15 de abril, 2007.
De 13 de Março a 20 de abril de 2008, ele fez de Eddie em O Bêbado da Cidade em Dramaturgos Horizontes. Ele também representou Tu-Ping num workshop de apresentação do livro O Rouxinol , com música de Duncan Sheik e o livro e letra de Steven Sater no New York Theatre Workshop, dirigido por James Lapine.
Em Maio de 2008, ele representou Jordy num workshop de Giant, um novo musical com letra e música de Michael John Lachiusa e escrito por Sybille Pearson, com base no romance e filme de Edna Ferber, com Rock Hudson, Elizabeth Taylor e James Dean.
Em Março de 2009, a Foa foi escolhido para um papel recorrente na série NCIS: Los Angeles, daCBS, como Eric Beale, um operador técnico no Gabinete de Projetos Especiais. Em janeiro de 2010, a função foi promovido para regular na série.
Foa apareceu no musical Para o Registro: John Hughes no Show em Barre, em Los Angeles, que decorreu entre novembro de 2010 a janeiro de 2011, com estrelas como Tracie Thoms, Von Smith, e Ty Taylor.

## Filmografia
| Ano           | Título                  | Papel          | Notas                                   |
| ------------- | ----------------------- | -------------- | --------------------------------------- |
| 2007          | Seis Graus de Separação | Dylan          | Episódio: "Get a Room"                  |
| 2009          | Numbers                 | Andrew Gibbons | Episódio: "Primeira Lei"                |
| 2009          | Divisão Criminal        | Travis Myers   | Episódio: "Andando para Trás o Gato"    |
| 2009          | NCIS                    | Eric Beale     | 2-piloto de episódios: "a Lenda"        |
| 2009–presente | NCIS: Los Angeles       | Eric Beale     | Elenco principal                        |
| 2009, 2010    | O Entourage             | Matt Wolpert   | 2 episódios                             |
| 2011          | Submissions Only        | Gil Bure       | Web série; episódio: "Outrora Tão Ruim" |
| 2013          | Meu Sintetizada Vida    | Craig Carter   | Web série; 2 episódios                  |